# Gut Wildberg

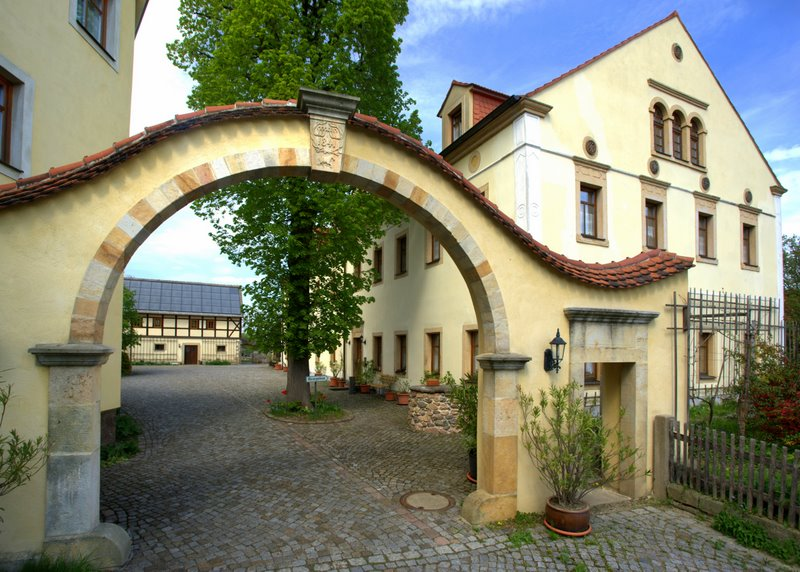
Gut Wildberg

Das  Gut Wildberg ist ein Vierseitenhof und gehört zu dem Ensemble des slawischen Runddorfes Wildberg. Das Dorf liegt im Elbtalkessel 2 km nördlich von der Stadtgrenze Dresdens.

## Geschichte
Das Gut wurde über die Jahrhunderte mehrfach um- und ausgebaut, was an den eingemeißelten Jahreszahlen, die ins Jahr 1643 zurückreichen, ablesbar ist.
Ab 1992 ist der Komplex zu einem Landhotel umgebaut worden. Die originale Substanz ist dabei weitgehend erhalten geblieben.
Koordinaten: 51° 6′ 8,4″ N, 13° 34′ 46,5″ O